# Marte (Rakete)
Die Marte ist ein Seezielflugkörper aus italienischer Produktion. Das System dient primär zur Bekämpfung von kleinen Überwasserschiffen in küstennahen Gewässern.

## Entwicklung
Im Jahr 1974 begann man bei Sistel (Sistemi Elettronici) und OTO Melara mit der Entwicklung einer verbesserten Ausführung des Sea-Killer-Seezielflugkörpers. Diese sollte bei der Marina Militare zum Einsatz kommen. Die neue Lenkwaffe wurde zuerst Marnier genannt und sollte ab Schiffen und Hubschraubern zum Einsatz gebracht werden. Im Jahr 1978 war der erste, nun Marte 1 bezeichnete Prototyp bereit. Dies war eine Sea Killer Mk. 2-Lenkwaffe mit halbaktiver Radarzielsuche. Von diesem Modell war die Marina Militare aber wenig begeistert, so dass keine Serienproduktion zustande kam. Basierend auf diesem Entwurf entwickelte man ab 1980 eine Lenkwaffe, in welcher der aktive-Radarsuchkopf von dem Otomat-Seezielflugkörper verbaut wurde. Der erste Teststart von dieser nun Marte 2 bezeichneten Lenkwaffe erfolgte 1984. Im Jahr 1987 wurde die Marte 2 von der Marina Militare übernommen und die Serienproduktion für den Export begann.

## Technik
Die Marte 2 kann von Hubschraubern, Kampfflugzeugen, Kriegsschiffen und Lastkraftwagen gestartet werden. In Abhängigkeit zur jeweiligen Startplattform kommen unterschiedliche Raketen-Startbooster zur Anwendung. Die Marte 2 ist eine Fire-and-Forget-Lenkwaffe, kann aber auch manuell durch einen Operateur ins Ziel geführt werden.
Die Marte-2-Lenkwaffen haben einen schlanken, zylinderförmigen Rumpf mit einer überkalibrigen Suchkopfsektion. Der Rumpf mit dem Raketenmotor hat einen Durchmesser von 206 mm und die vordere Suchkopfsektion einen solchen von 320 mm. Die Lenkwaffe besteht im Groben aus drei Sektionen: Hinter der Lenkwaffenspitze befinden sich der aktive Radarsuchkopf, der Höhenmesser, das Inertiale Navigationssystem sowie die Elektronik und die Stromversorgung. Hinter dieser Sektion ist der Zünder sowie der 70 kg wiegende panzerbrechende Gefechtskopf untergebracht. Dahinter folgt das Feststoffraketentriebwerk. Im hinteren Bereich des Flugkörperrumpfs sind vier kleine trapezförmige Stabilisierungsflächen und im mittleren Bereich vier größere trapezförmige Steuerflächen angebracht. An den Steuerflächen sind die Empfänger für das Datenlink montiert. Am Lenkwaffenheck können unterschiedliche Raketenbooster montiert werden.
Vor dem Start müssen dem Bordcomputer der Lenkwaffe die ungefähren Koordinaten sowie der Kurs des Zieles übermittelt werden. Diese werden mittels Radar oder ELINT durch die Startplattform ermittelt. Nach dem Abwurf von einem Hubschrauber oder Flugzeug aus folgt zunächst eine kurze antriebslose Phase. Erst in sicherem Abstand zum Hubschrauber zündet der Raketenbooster. Dieser beschleunigt die Lenkwaffe innerhalb von 1,7–2 Sekunden auf eine Geschwindigkeit von 250–270 m/s. Nachdem der Booster ausgebrannt ist, wird dieser abgeworfen und das Feststoffraketentriebwerk zündet. Jetzt sinkt die Marte 2 in einem steilen Winkel auf eine Flughöhe von 10–20 m hinunter. Der Flug ins Zielgebiet erfolgt autonom mithilfe der Trägheitsnavigationsplattform. Aktualisierte Zieldaten können mit dem Datenlink von der Startplattform zur Lenkwaffe gesendet werden. Der Radar-Höhenmesser sorgt für den nötigen Sicherheitsabstand zwischen der Lenkwaffe und der Meeresoberfläche. Rund 8–10 km vor dem errechneten Zielpunkt wird der bordeigene aktive Radarsuchkopf aktiviert und beginnt mit der Zielsuche. Der Suchkopf arbeitet in einem Frequenzbereich von 8–10 GHz. Wurde das Ziel erfasst sinkt die Lenkwaffe auf eine Flughöhe von 3–5 m (je nach Seegang). Der Einschlag im Ziel erfolgt auf Wellenhöhe im Schiffsrumpf. Im optimalen Fall durchschlägt die Lenkwaffe die Bordwand des Schiffes und der Sprengkopf detoniert im Schiffsinneren. Wird das Ziel nicht getroffen, stürzt der Flugkörper nach einer bestimmten Flugzeit ins Meer.

## Versionen

### Marte 1
Dies war die Initialversion der Marte. Der Flugkörper hatte einen durchgehenden Rumpfdurchmesser von 206 mm und war mit einem 30 kg schweren Gefechtskopf bestückt. Ausgerüstet war sie mit einem halbaktiven Radarsuchkopf. Zur Zielbeleuchtung kam das in Helikoptern installierte SMA APQ-706-Radar zum Einsatz. Die Marte 1 wurde nicht in Serie produziert.

### Marte 2/A
Diese Ausführung wird ab leichten Kampfflugzeugen wie z. B. die Aermacchi MB-339 gestartet und verfügt über keinen Raketenbooster. Die Marte 2/A war 1987 einsatzbereit. Der Flugkörper ist 3,79 m lang, hat ein Gewicht von 269 kg und die Reichweite beträgt rund 30 km.

### Marte 2/B
Dies ist eine Luft-Boden-Rakete, die zur Bekämpfung von bodengestützten Radaranlagen eingesetzt wird. Dazu ist sie mit einem passiven Radarsuchkopf und einem Splittergefechtskopf ausgerüstet. Der Flugkörper ist 3,90 m lang, hat ein Gewicht von 260 kg und die Reichweite beträgt rund 70 km.

### Marte 2/S
Diese Ausführung wird ab Hubschraubern wie z. B. der Sikorsky SH-3 Sea King gestartet und ist mit zwei Raketenboostern seitlich am hinteren Rumpfbereich ausgerüstet. Die Marte 2/S war 1990 einsatzbereit. Der Flugkörper ist 4,80 m lang, hat ein Gewicht von 340 kg und die Reichweite beträgt rund 25 km.

### Marte 2/N
Diese Ausführung kommt ab Kriegsschiffen zum Einsatz. Dazu ist die Marte 2/N mit einem Raketenbooster am Rumpfheck sowie Klappflügeln ausgerüstet. Die Flugkörper sind in quadratischen Abschusskanistern aus Aluminium auf dem Schiffsdeck installiert. Die Abschusskanister sind entweder starr montiert oder auf einem Drehgestell untergebracht. Die Marte 2/N war 1999 einsatzbereit. Der Flugkörper ist 5,00 m lang, hat ein Gewicht von 344 kg und die Reichweite beträgt rund 20 km.

### Marte 2/S-A
Diese Ausführung kann sowohl ab Hubschraubern wie auch ab Kriegsschiffen gestartet werden. Dazu ist die Marte 2/S-A mit einem vergrößerten Raketenbooster am Rumpfheck sowie Klappflügeln ausgerüstet. Die Marte 2/S-A war 2001 einsatzbereit. Der Flugkörper hat ein Gewicht von 324 kg und die Reichweite beträgt rund 25 km.

### Marte ER

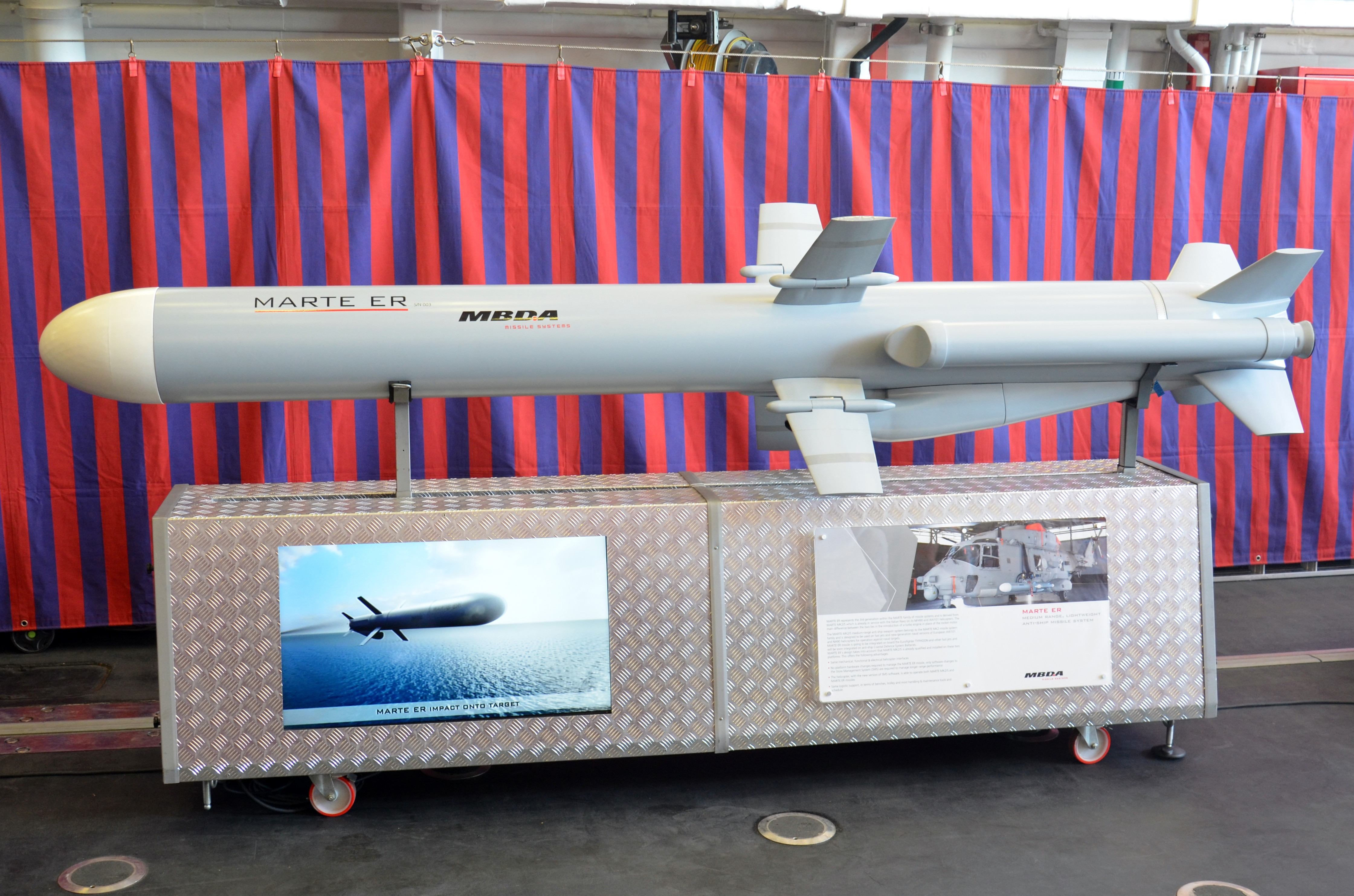
Marte ER

Die Marte ER wurde im Jahr 2019 vorgestellt und ist eine komplett neue Lenkwaffe. Der Hauptantrieb für den Marschflug besteht nun aus einem WJ-24-8G-Turbojet-Triebwerk von Williams International. Für den Start kommen wiederum zwei Raketenbooster, welche seitlich am hinteren Rumpfbereich montiert sind zum Einsatz. Die Lenkung erfolgt mit einem INS/GPS-Navigationssystem. Vor dem Start können im Bordcomputer bis zu 10 Navigations-Wegpunkte programmiert werden, so dass die Lenkwaffe eine vorbestimmte Flugstrecke fliegt. Für den Zielanflug kommt ein neues Radar, welches im Ku-Band arbeitet zum Einsatz. Anders als ihre Vorgängermodelle kann die Marte ER auch von überschallschnellen Kampfflugzeugen eingesetzt werden. So kann z. B. der Eurofighter Typhoon sechs dieser Waffen transportieren. Die Marte ER ist seit Ende 2021 einsatzbereit. Der Flugkörper ist 3,60 m lang, hat ein Gewicht von 340 kg und die Reichweite beträgt über 100 km.

## Einsatz
Die Marte 2 kam während des Ersten Golfkriegs (Iran-Irak-Krieg) von Seiten der Streitkräfte des Irans zum Einsatz.

## Verbreitung
- Iran
- Italien
- Katar
- Kuwait
- Oman
- Peru
- Senegal
- Turkmenistan
- Venezuela
- Vereinigte Arabische Emirate

Quelle: